# Barbie as the Princess and the Pauper
Barbie as the Princess and the Pauper (conocida como Barbie en la princesa y la plebeya en Latinoamérica y Barbie: La princesa y la costurera en España) es una película que se estrenó el 28 de septiembre de 2004 hecha con animación por ordenador y lanzada directamente en vídeo. Es el primer musical en la serie de películas de Barbie, configurándose como la cuarta entrega en dicha serie de filmes. Está vagamente basada en el cuento El príncipe y el mendigo, de Mark Twain.

## Trama
Cuenta la historia de dos niñas que al nacer son idénticas pero solo en su apariencia física. Una de ellas es una princesa de nombre Anneliese (Barbie), la cual ha crecido rodeada de lujos. Sin embargo, está sumamente presionada por sus deberes reales, entre los cuales se encuentra el matrimonio. La otra chica es una humilde costurera llamada Erika, quien se encuentra adeudada. 
Un día, las dos se encuentran en el pueblo y descubren que solamente tienen dos pequeñas diferencias: su cabello y una marca de nacimiento real que Anneliese tiene en el hombro. Pero allí comienza una aventura mágica. El profesor de Anneliese, Julian, quien está muy enamorado de ella, aunque se mantiene callado, ve que está muy presionada por su próxima boda, y entonces la lleva al pueblo, algo que siempre ha deseado. Anneliese entonces conoce a Erika, y su gata Serafina conoce al "gato" de Erika, Wolfie. 
Vuelven al castillo. Entonces llega el consejero de la reina, Preminger, que estaba de viaje. Por la noche, Preminger va a la mina real donde sacan el oro para salvar al pueblo. Ya no quedaba nada porque él se había apoderado de todo. Allí se encuentra con sus dos secuaces, y les cuenta su malvado plan: secuestrar a la Princesa Anneliese y aparentar rescatarla para pedir su mano en matrimonio. A los pocos días Anneliese desapareció y Julian sospechó que Preminger podía ser el culpable. Él decide ir al bosque y allí ve una casa, en donde estaba hasta hacía poco secuestrada Anneliese, ya que consigue escaparse. Lamentablemente, es descubierto por Preminger y también lo capturan. 
Antes, cuando tenía sus planes fue al pueblo a ver a Erika y le dijo que se hiciera pasar por la Princesa Anneliese y ella aceptó tras dudarlo por unos instantes. Erika disfrutaba mucho de los lujos del palacio pero cambió de planes cuando la madre de Anneliese le dijo que tenía que casarse con un rey llamado Dominick para salvar el reino. Erika fue conociendo más al rey y terminó enamorándose de él. Prepararon todo para la boda pero como a Anneliese y a Julian los tenían encarcelados, Erika no podía irse.
Cuando Preminger se enteró, decidió que le diría a la reina justo ese día que Erika (la supuesta Anneliese) no era su hija, y que Annelise había muerto en un accidente en la mina real junto con Julian. La reina miró su hombro y como no tenía la marca de nacimiento real (una corona) la tristeza la invadió, y llevaron a Erika al calabozo. Pero ella, que era muy inteligente, supo cómo escapar. Cuando estaba saliendo, fue "capturada" por otro guardia del calabozo que al final resultó ser el rey Dominick disfrazado. Anneliese consiguió escapar de la mina real, donde había sido encerrada junto con Julian, y fue con su madre y le contó que su consejero era el que robó el oro de la mina real y quien le mintió diciéndole que ella y Julian habían muerto en la mina real. Encarcelaron a Preminger y Anneliese y Erika se casaron en una boda doble con Julian y con Dominick respectivamente.

## Casting
| Personaje          | Voz Original Estados Unidos              | Doblaje en España España          | Doblaje en Latinoamérica    |
| ------------------ | ---------------------------------------- | --------------------------------- | --------------------------- |
| Narrador           |                                          | Gisela                            |                             |
| Princesa Anneliese | Diálogos: Kelly Sheridan                 | Diálogos: Gisela                  | Diálogos: Melanie Henríquez |
| Princesa Anneliese | Canciones: Melissa Lyons                 | Canciones: Paloma Blanco          | Canciones: Marina Bravo     |
| Erika              | Diálogos: Kelly Sheridan                 | Diálogos y canciones: Gisela      | Diálogos: Melanie Henríquez |
| Erika              | Canciones: Julie Stevens                 | Diálogos y canciones: Gisela      | Canciones: Hana Kobayashi   |
| Rey Dominick       | Diálogos: Mark Hildreyh                  | Diálogos: José Manuel Rodríguez   | Diálogos: Luis Carreño      |
| Rey Dominick       | Canciones: Mark Luna                     | Canciones: Borja Voces            | Canciones: César Muñoz      |
| Julián             | Diálogos y canciones: Alessandro Juliani | Diálogos y canciones: Pablo Perea | Diálogos: Johnny Torres     |
| Julián             | Diálogos y canciones: Alessandro Juliani | Diálogos y canciones: Pablo Perea | Canciones: Ottoniel Poveda  |
| Preminger          | Martin Short                             | Diálogos y canciones: Tony Cruz   | Framk Maneiro               |
| Serafina           | Kathleen Barr                            | Ana Esther Alborg                 | Yensi Rivero                |
| Wolfie             | Ian James Corlett                        | Iván Jara                         | Ezequiel Serrano            |
| Reina Genevieve    | Ellen Kennedy                            | Ana Ángeles García                | Isabel Vara                 |
| Madame Carp        | Pam Hyatt                                | Isabel Donate                     | Carmen Arencibia            |

## Banda sonora
Las canciones de la película son, en orden cronológico, de la siguiente manera.
| N.º | Título en inglés        | Título en español      | Intérpretes                                                                |
| --- | ----------------------- | ---------------------- | -------------------------------------------------------------------------- |
| 1   | "Free"                  | "Libertad"             | Julie Stevens y Melissa Lyons (Inglés) Paloma Blanco y Gisela (Español)    |
| 2   | "How Can I Refuse?"     | "¿Cómo rehusar?"       | Martin Short (Inglés) Tony Cruz (Español)                                  |
| 3   | "Written in your Heart" | "Escrito en tu alma"   | Julie Stevens (Inglés) Gisela (Español)                                    |
| 4   | "I Am a Girl Like You"  | "Soy como tú"          | Julie Stevens y Melissa Lyons (Inglés) Paloma Blanco y Gisela (Español)    |
| 5   | "To Be a Princess"      | "Princesa"             | Julie Stevens y Alessandro Juliani (Inglés) Pablo Perea y Gisela (Español) |
| 6   | "The Cat's Meow"        | "Maullido"             | Julie Stevens (Inglés) Gisela (Español)                                    |
| 7   | "If you love Me for Me" | "Si me amas solo a mí" | Julie Stevens y Mark Luna (Inglés) Gisela y Borja Voces (Español)          |

## Críticas
Veredicto DVD calificó de "entretenimiento sano" con "dulces canciones melodiosamente cantadas", aunque carente de humor adulto. [2] Entertainment Weekly obtuvo una B +, señalando una historia general "feminista", y DVD de extras incluyendo siete cantar-a lo largo de las pistas . [3] TV Guide que anotó 2,5 / 4, elogiando la "puntuación vivaz" y la clásica historia como distinguir una "versión Mattel-icized ordinaria del cuento clásico" de otra manera. [4]